# 2TE137型柴油机车
2TE137型柴油机车（俄語：2ТЭ137）是苏联的大功率干线货运柴油机车车型之一，也是继TE120型机车之后苏联第二种采用交流传动装置的柴油机车，由位于乌克兰的伏罗希洛夫格勒内燃机车制造厂于1985年研制成功。

## 发展历史
苏联从1960年代便开始研究铁路机车的交流传动技术，也是最早涉足研究这一领域的国家之一。随着电力电子技术的飞速发展，适合铁路机车使用的变频调速控制装置逐步变得实用化。1975年，伏罗希洛夫格勒内燃机车制造厂在TE109型柴油机车的基础上，试制了一台采用鼠笼式三相异步牵引电动机的TE120型柴油机车，并于1979在顿涅茨克铁路局进行了广泛试验。根据TE120型机车的试验结果，苏联交通部决定在2TE121型柴油机车的基础上，再试制一台采用交流传动的大功率干线货运柴油机车，以作进一步的比较及研究。
1980年3月25日，苏联交通部向伏罗希洛夫格勒内燃机车制造厂下达了关于交流传动货运柴油机车的技术条件。1985年，伏罗希洛夫格勒工厂制成了首台2TE137型柴油机车。2TE137型机车总体结构、动力设备和2TE121型机车保持一致，仍然采用2В-9ДГ型柴油发电机组（2В-5Д49型柴油机、А-714А型交流发电机组），但传统系统改为采用АД-901型鼠笼式异步牵引电动机及ПЧ-МТП-550-1,2к型牵引逆变器。2TE137型柴油机车设计使用条件为温带和寒带气候，柴油机装车功率为2×4000马力，机车构造速度为120公里/小时，轴重为25吨。
1986年5月25日，苏共中央委员会及苏联部长会议通过了633号文件《关于在1986年至1990年采取措施以进一步改进和加强铁路运输的物质技术基础》，支持交流传动机车的进一步开发及研究。1988年2月，苏联交通部及重型和运输机器制造部同意并通过了关于大功率交流传动干线货运柴油机车的设计方案及技术条件，并建议这种机车投入批量生产。然而，随着在1980年代后期苏联经济形势恶化，以及突如其来的苏联解体，独联体国家的铁路运输生产均面临严重滑坡，俄罗斯及乌克兰都无力支持更多的铁路科研项目，2TE137型柴油机车最终无法实现批量生产。唯一的一台2TE137型机车在1990年代初被送返卢甘斯克机车制造厂后，长期处于报废状态至今。

## 参看
- TE120型柴油机车
- 2TE121型柴油机车
- VL86F型电力机车